# Imbirema
A imbirema (Couratari asterotricha) é uma espécie de planta lenhosa da família Lecythidaceae, sendo uma árvore ameaçada de extinção  por perda de habitat. Apenas pode ser encontrada no Brasil, onde é endêmica da Reserva Florestal de Linhares, no Espírito Santo.

## Características morfológicas
Altura até 31 m, tronco com até 80 cm de diâmetro.

## Ocorrência
No Espírito Santo, na Mata Atlântica em Floresta Ombrófila (Floresta Pluvial).
Em risco de extinção, é encontrada atualmente apenas na Reserva Florestal de Linhares.

## Usos
Suas sementes são muito apreciadas por macacos e roedores.
A madeira é usada na fabricação de móveis.
Pode ser usada no paisagismo de parques, praças e áreas rurais, porque é frondosa e dá boa sombra.
Recomendada na revegetação de áreas desmatadas.

## Ecologia
Heliófita, seletiva xerófita. Tem baixa densidade populacional, apesar da distribuição uniforme. Prefere terrenos altos e bem drenados, em mata primário ou secundária.